# 銳葉新木薑子
锐叶新木姜子（学名：Neolitsea aciculata）为樟科新木姜子属下的一个种。